# House of Harlow

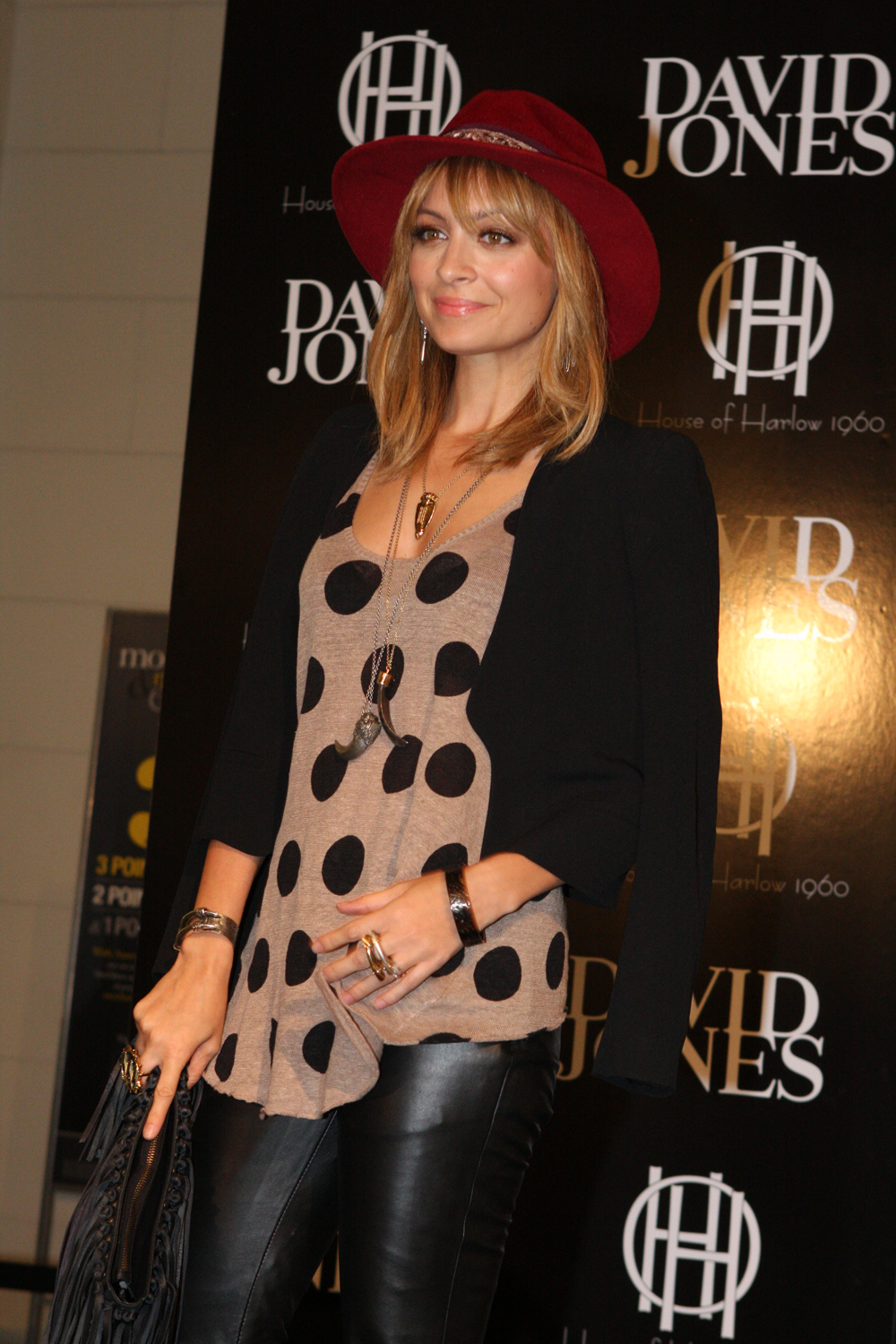
Nicole Ricchie en la presentación de House of Harlow

House of Harlow 1960 es una línea de joyería por Nicole Richie. La línea debutó en la boutique en línea de Kitson en 2008. La línea ha sido vestida por muchas celebridades, como Vanessa Minillo, Madonna, Tina Farhat y Ashlee Simpson. En 2010, Richie ganó "Empresario del Año" en los Premios Glamour de 'Mujer del Año' por su marca House of Harlow 1960.

## Historia
En abril de 2007, Richie anunció planes para iniciar una línea de joyas, accesorios, y gafas de sol junto a un perfume y un libro de estilo. En octubre de 2008, debutó una línea de joyería, House of Harlow 1960. House of Harlow 1960 es una colaboración entre Mouawad y Nicole Richie. diseño una colección de 50 piezas de vestuario, una colección de joyería para Mouawad, un diseñador profesional de joyería. Los materiales utilizados incluyen telas, plumas y piezas de oro plateado. La joyería de House of Harlow puede costar en el rango de $50 – 150.
Es "el comienzo de una marca que estoy desarrollando de ropa para niños y también una línea de ropa, zapatos, bolsos, gafas de sol y todo," anunció Richie recientemente.